# Area metropolitana di Cedar Rapids
L'area metropolitana di Cedar Rapids è un'area metropolitana degli Stati Uniti d'America che comprende la città di Cedar Rapids e altre zone limitrofe.
L'area metropolitana di Cedar Rapids ha una popolazione di 262.421 (stima 2013). L'area metropolitana, come definito dall'Ufficio per la gestione e il bilancio, si compone di tre contee, tutte nell'Iowa. Oltre alle città principali, le contee consistono essenzialmente di piccole città tra i 1000 e i 5 000 abitanti e di comunità rurali, la maggior parte delle quali hanno una popolazione inferiore ai 1 000 abitanti.

## Contee
- Contea di Benton
- Contea di Jones
- Contea di Linn

## Città principali
- Cedar Rapids (128 119 abitanti)
- Marion (35 843 abitanti)
- Hiawatha (7 135 abitanti)
- Anamosa (5 494 abitanti)
- Vinton (5 203 abitanti)

## Demografia
Al censimento del 2000 risultarono 257 940 abitanti, 104.617 nuclei familiari e 67.095 famiglie residenti nell'area metropolitana. La composizione etnica dell'area è per il 92,03% di bianchi, il 3,44% di neri o afroamericani, lo 0,33% di nativi americani, l'1,57% di asiatici, lo 0,11% di isolani del Pacifico, lo 0,61% di altre razze e il 2,46% di ispanici e latino-americani.
Il reddito medio di un nucleo familiare è di 53.775 $, mentre per le famiglie è di 67.506 $. Gli uomini hanno un reddito medio di 47.371 $ contro i 36.617 $ delle donne. Il reddito pro capite dell'area è di 27.553 $.
| Area metropolitana di Cedar Rapids Popolazione |                 |
| 1990                                           | 219.647         |
| 2000                                           | 231.552         |
| 2010                                           | 257.940         |
| 2013                                           | 262.421 (stima) |